# Скалий, Иван Саввович
Иван Саввович Скалий (1919—1996) — командир миномётного расчёта 288-го миномётного полка 32-й миномётной бригады 22-й артиллерийской дивизии 2-й Ударной армии 1-го Белорусского фронта, старшина.

## Биография
Родился 11 февраля 1919 года в селе Шельпаховка Христиновского района Черкасской области в семье крестьянина. Украинец. Член ВКП/КПСС с 1943 года. Окончил 4 класса. Работал трактористом в колхозе.
В 1939 году был призван в Красную Армию. Участвовал в войне с Финляндией 1939—1940 годов. На фронте в Великую Отечественную войну с июня 1941 года.
В составе 81-го стрелкового полка защищал город Ленинград. На Карельском фронте, возвращаясь с разведгруппой из очередной вылазки, на нейтральной полосе был ранен. Укрывшись за большим валуном, достал гранаты, дозарядил автомат и приготовился к своему последнему бою. Выручили товарищи: отбили гитлеровцев и вынесли его с поля боя. Под Тихвином также в разведке был снова ранен. На этот раз тяжело. После госпиталя был направлен на Воронежский фронт в 104-ю стрелковую бригаду. В наступательных боях под Ельцом к конце 1942 года разведчики, возглавляемые сержантом Скалием, проникли в тыл противника, нанесли дерзкий удар по вражескому обозу. На обратном пути вступили в бой, в котором Скалий вновь получил тяжёлое ранение. Почти полгода пролежал в новосибирском госпитале.
После выздоровления сержант Скалий был зачислен в 288-й миномётный полк 32-й миномётной бригады 22-й артиллерийской дивизии. Прошёл с ним до победного мая. Участвовал в освобождении Украины, Польши, в штурме Берлина.
В боях под Ковелем в составе войск левого крыла 1-го Белорусского фронта старший сержант Скалий был уже командиром миномётного расчёта. 18 июня 1944 года в бою в районе города Маценов его расчёт подавил пулемётную точку и уничтожил группу автоматчиков до 15 человек. Развивая успех, советские войска форсировали Западный Буг, освободили польский город Люблин и уже в конце июля вышли на Вислу. Миномёт старшины Скалия продвигался в боевых порядках пехоты. Выйдя к Висле, миномётчики разобрали сарай, соорудили плот, установили на нём миномёт, уложили боеприпасы и вслед за передовым стрелковым подразделением переправились на западный берег. В боях на плацдарме старшина Скалий огнём миномёта уничтожил несколько огневых точек и десятки гитлеровцев. Когда кончились боеприпасы, вместе с пехотинцами участвовал в отражении атак, стреляя из автомата, пулемёта и отбиваясь гранатами. Приказом по войскам 1-го Белорусского фронта от 7 сентября 1944 года за мужество и отвагу проявленные в боях при форсировании Вислы, захвате и удержании плацдарма на западном берегу старшина Иван Саввович Скалий награждён орденом Славы 3-й степени.
Миномётчики, продвигаясь вместе с передовыми стрелковыми подразделениями, южнее Кюстрина форсировали Одер. Почти два месяца шли тяжёлые бои на плацдарме. 16 апреля 1945 года в боях западнее города Кюстрин старшина Скалий огнём своего миномёта уничтожил 2 противотанковые пушки, 2 автомашины с пехотой, блиндаж, 2 миномёта и до взвода гитлеровцев. Приказом от 6 мая 1945 года за отвагу и мужество при форсировании Одера, захвате и удержании плацдарма на его западном берегу старшина Иван Саввович Скалий награждён орденом Славы 3-й степени повторно.
Отличился миномётчик в боях на улицах Берлина. 30 апреля на рассвете на площадь перед домом, в котором находились миномётчики, из прилегающих улиц выползла колонна вражеских войск. Установив миномёт как противотанковую пушку, старшина открыл огонь по гитлеровцам. Первый же миной разнёс в щепы автомашину, вторая попала в артиллерийское орудие. Всего в этом бою он уничтожил два станковых пулемёта с расчётами, противотанковую пушку, две автомашины с боеприпасами и до взвода пехоты. Приказом от 3 июня 1945 года за исключительное мужество, отвагу и бесстрашие, проявленные на заключительном этапе Великой Отечественной войны в боях с гитлеровскими захватчикам старшина Иван Саввович Скалий награждён орденом Славы 2-й степени.
После победы И. С. Скалий был демобилизован. Награждённый тремя орденами Славы он не являлся полным кавалером. Возвратился в родное село и сразу же включился в работу. Был трактористом, старшим конюхом, бригадиром полеводческой бригады. В 1962 году окончил курсы механизаторов при Уманьском техникуме.
Указом Президиума Верховного Совета СССР от 27 марта 1965 года в порядке перенаграждения Иван Саввович Скалий награждён орденом Славы 1-й степени. Стал полным кавалером ордена Славы.
До марта 1974 года работал бригадиром тракторной бригады. За доблестный труд по производству сельскохозяйственной продукции он награждён орденом «Знак Почёта». Принимал активное участие в общественной работе, был депутатом сельского Совета. Умер 17 апреля 1996 года.
Награждён орденами Славы 3-х степеней, Отечественной войны 1-й степени, «Знак Почёта», медалями.